# Kuşburnu
Kuşburnu (kurd. Canakiz) ist ein Dorf im Landkreis Diyadin der türkischen Provinz Ağrı mit 548 Einwohnern (Stand: Ende 2024). Kuşburnu liegt in Ostanatolien auf 2.090 m über dem Meeresspiegel, ca. 11 km südlich von Diyadin.
Vor der Umbenennung zu Kuşburnu (türk. Hagebutte) hieß die Ortschaft Canakiz. Der frühere Name ist auch beim Katasteramt registriert.
1985 lebten in Kuşburnu 669 Menschen und 2009 hatte die Ortschaft 866 Einwohner.